# Strangalia occidentalis
Strangalia occidentalis är en skalbaggsart som beskrevs av Linsley och Chemsak 1976. Strangalia occidentalis ingår i släktet Strangalia och familjen långhorningar. Inga underarter finns listade i Catalogue of Life.